# Tomislavgrad
Tomislavgrad je naselje i općina u jugozapadnoj Bosni i Hercegovini. Dan grada je 8. srpnja.

## Ime
Duvno, stariji oblik Dumno, ima korijen svoga imena u ilirskoj riječi d´lmno – pašnjak, odnosno dalma (dëlma) – ovca. Ime Duvno za grad se upotrebljavalo tek u novije vrijeme. U rimsko doba bio je to Delminium, u vrijeme hrvatskih i bosanskih vladara Županjac (po mjestu stanovanja upravitelja župe Duvno), za turske vladavine Sedidžedid (hrv. Nova tvrđava) i Županj-potok, a u vrijeme Austro-Ugarske Županjac.
Godine 1928. kralj Aleksandar I. Karađorđević preimenovao ga je u Tomislavgrad ↓n1 u čast rođenja svojega sina Tomislava, koji je dobio ime po hrvatskome kralju Tomislavu.  Оd 1945. do devedesetih godina 20. stoljeća nosi ime Duvno.
U ključnim događajima za hrvatski narod i prosvjedima 1990. godine traženo je vraćanje imena Tomislavgrad. Mjesni referendum održan je 12. kolovoza 1990. godine, a Tomislavgrađani su plebiscitarno podržali promjenu imena. Promjena je potvrđena kroz pravne akte i od tog datuma grad ponovno nosi ime Tomislavgrad.

## Zemljopis
Duvanjski kraj susretište je tri povijesno-zemljopisna područja, Dalmacije, Hercegovine i Bosne. Vode duvanjskog kraja dio su jadranskog sliva, a po geološko-morfološkim osobinama, područje Tomislavgrada ima slične karakteristike s ostalim dinarskim područjima Hercegovine i Dalmacije. Tomislavgrad prirodno je povezan s Hercegovinom i Dalmacijom, što je značajno utjecalo na razvoj jezika, običaja, način života, građenja i mentaliteta duvanjskog kraja.
Po reljefno-klimatskim specifičnostima, Tomislavgrad čini zasebnu regiju, a dalje se može podijeliti u pet posebnih područja: Šujičku kotlinu, Duvanjsko polje, Roško polje, Buško područje te Vinička udolina. Nadalje, zbog slabih cestovnih i drugih veza, duvanjski kraj je zadržao visoku razinu autohtonosti.
Ovakva geografska podijeljenost duvanjskog kraja utjecala je na to da se nije u potpunosti proveo proces "međuduvanjske integracije", niti se formirao istovjetan osjećaj regionalne pripadnosti ni regionalni identitet.

### Položaj
| Trst (347 km)      | Zagreb (250 km) | Osijek (234 km)     |                   |
| Rijeka (287 km)    | Livno (21 km)   |                     | Tuzla (146 km)    |
| Split (70 km)      |                 | Prozor-Rama (33 km) | Sarajevo (90 km)  |
| Dubrovnik (140 km) | Mostar (62 km)  | Podgorica (220 km)  | Priština (370 km) |

* Udaljenosti u km zračne linije.

### Polje
Duvanjsko polje, jedno od nekoliko krških polja, nastalo je u davna geološka vremena tektonskim spuštanjem tla, jezerskim taloženjem – tu su nastale i velike naslage ugljena na prostoru Kongore, Eminova Sela, Vučipolja te nanosima stalnih ili povremenih vodotoka. Nalazi se na 860 – 900 m nad razinom mora. Niže je od Kupreškog polja (1100 – 1200 m), a više od Livanjskog polja (709 – 808 m). Dugo je 20 km (Mesihovina – Mokronoge), široko 12 km (Brišnik – Mandino Selo). Površina mu je 125 km2.

### Planine
Sa svih strana Duvanjsko polje je okruženo planinama: sa sjeveroistoka i istoka omeđuju ga Ljubuša, Vran i Smiljevača, odnosno Lib; s juga ga zatvara planina Gvozd, staro hrvatsko ime za planinu, odnosno šumu; uz jugozapadni i zapadni rub polja pruža se Midena i mnogo niža Grabovica, koja na Privali dodiruje ogranke Tušnice; sa sjevera i sjeverozapada dižu se Tušnica i Jelovača. Sve ove planine su sasvim gole; učinila su to stoljeća nekontrolirane sječe, pustošenja i paljevine duvanjskih šuma. Jedino je Vran pod visokom šumom, a Gvozd i Grabovica djelomice pod niskom. Nisu te planine bez šuma jer je davni i nedavni Duvnjak tobožnji neprijatelj šume, nego zato što nije mogao ložiti svoje prste da se zaštiti od dugih i oštrih zima. Na prostoru mjesta Vinice nalazi se planina Zavelim, koja je najšumovitija planina u duvanjskom kraju.

### Vodotoci
Iako na duvanjski kraj pada mnogo kiše i snijega, kad je najviše treba, vode nema: u ljetnim mjesecima. Budući da je tlo veoma propusno – šuplji krš – sva ta silna voda izgubi se brzo u podzemlje, te ovaj kraj pored obilja oborina pati od ljetnih suša i nestašice vode u nekim naseljima. Jedina rijeka Šujica je ponornica, dolazi kroz podzemlje iz Kupresa, izvire u Šujici, ponire u Kovačima (Ponor), ponovno kao Ričina izvire u Prisoju, i danas puni jezero Buško blato. Njezin mali pritok Drina teče samo kišni dio godine, a tvore je Miljacka i Studena – obje izviru ispod planine Gvozda. Studena izvire u selu Crvenicama na čijem se izvorištu nalazi i izletište Studena.
Ostrožac je potok koji nikada još nije presušio i glavni je izvor za opskrbu vodom Tomislavgrada i okolnih sela. Izvire ispod Vučipolja, a ulijeva se u Šujicu kod Kovača. Na prostoru Vinice se nalazi izvor vode iz Zavelima, a naziva se Česma, te voda iz pećine Brina koja se jednom godišnje izljeva po Viničkom polju.

### Jezera
Dvije trećine Buškog jezera nalazi se na području općine Tomislavgrad. Ovo jezero površine 57,7 km2 jedno je od najvećih umjetnih jezera u Europi i služi kao akumulacija za Hidroelektranu Orlovac. Bogato je ribom i pogodno za šport na vodi, kupanje i sl. Na području općine Tomislavgrad je i manje planinsko jezero Blidinje površine 4 km2 koje se nalazi između planina Vrana i Čvrsnice.

### Klima
Klima je veoma oštra, s vrlo jakim vjetrovima (bura i jugo), voda i tlo ne baš osobito darežljivi određuju i uvjetuju gospodarsku snagu Duvna i zanimanje njegovih stanovnika. Iako se rubom polja naokolo steru oranice, na kojima uspijevaju sve vrste žitarica, krumpir, kupus i druge vrste povrća, Duvno je pašnjak kako mu kaže i njegovo ilirsko ime. Planine – pašnjaci, gotovo polovica polja – livade, omogućivale su u dalekoj i ne tako dalekoj prošlosti prehranu i uzgajanje velikog broja sitne i krupne stoke. Najbolja i najtoplija klima u duvanjskom kraju je u Vinici, gdje je se prije uzgajala i vinova loza i gdje i danas uspijeva voće i povrće koje u drugim dijelovima općine Tomislavgrad ne uspijeva.

## Stanovništvo

### Katolici u Duvnu 1844.
Fra Ante Vukadin, dušobrižnik župe Duvno, kojoj je sjedište polovicom 19. stoljeća bilo u Mokronogama, zabilježio je 1844. sljedeće podatke o svojoj župi:
| Katoličko stanovništvo župe Duvno 1844. |           |              |
| naselje                                 | broj kuća | stanovništvo |
| Blažuj                                  | 12        | 54           |
| Eminovo Selo                            | 8         | 76           |
| Kuk/Sarajlije                           | 16        | 114          |
| Letka                                   | 11        | 169          |
| Mokronoge                               | 10        | 75           |
| Oplećani                                | 2         | 46           |
| Podgaj                                  | 9         | 90           |
| Srđani                                  | 9         | 59           |
| Stipanjići                              | 37        | 190          |
| Šujica                                  | 55        | 490          |
| Vedašić                                 | 23        | 300          |
| Županjac                                | 57        | 206          |
| ukupno                                  | 249       | 1869         |

#### Popis 1910.
Ukupno: 1807
- Muslimani – 915 (50,64 %)
- Hrvati – 698 (38,63 %)
- Srbi – 180 (9,96 %)
- Židovi – 14 (0,77 %)

### Popisi 1971. – 1991.
| Stanovništvo općine Tomislavgrad |                  |                  |                  |
| godina popisa                    | 1991.            | 1981.            | 1971.            |
| Hrvati                           | 25.976 (86,56 %) | 26.712 (87,10 %) | 29.272 (88,34 %) |
| Muslimani                        | 3148 (10,49 %)   | 2895 (9,44 %)    | 2760 (8,32 %)    |
| Srbi                             | 576 (1,91 %)     | 671 (2,18 %)     | 970 (2,92 %)     |
| Jugoslaveni                      | 107 (0,35 %)     | 256 (0,83 %)     | 40 (0,12 %)      |
| ostali i nepoznato               | 202 (0,67 %)     | 132 (0,43 %)     | 93 (0,28 %)      |
| ukupno                           | 30.009           | 30.666           | 33.135           |

#### Tomislavgrad (naseljeno mjesto), nacionalni sastav
| Tomislavgrad       |                |                |                |
| godina popisa      | 1991.          | 1981.          | 1971.          |
| Hrvati             | 3164 (63,12 %) | 2528 (59,74 %) | 1809 (55,40 %) |
| Muslimani          | 1472 (29,36 %) | 1248 (29,49 %) | 1167 (35,74 %) |
| Srbi               | 219 (4,36 %)   | 214 (5,05 %)   | 241 (7,38 %)   |
| Jugoslaveni        | 95 (1,89 %)    | 201 (4,75 %)   | 16 (0,49 %)    |
| ostali i nepoznato | 62 (1,23 %)    | 40 (0,94 %)    | 32 (0,98 %)    |
| ukupno             | 5012           | 4231           | 3265           |

### Popis 2013.
| Stanovništvo općine Tomislavgrad |                  |
| godina popisa                    | 2013.            |
| Hrvati                           | 29.006 (91,81 %) |
| Bošnjaci                         | 2467 (7,81 %)    |
| Srbi                             | 22 (0,07 %)      |
| ostali i nepoznato               | 97 (0,31 %)      |
| ukupno                           | 31.592           |

| Tomislavgrad – naseljeno mjesto |                |
| godina popisa                   | 2013.          |
| Hrvati                          | 4575 (81,89 %) |
| Bošnjaci                        | 950 (17,00 %)  |
| Srbi                            | 16 (0,29 %)    |
| ostali i nepoznato              | 46 (0,82 %)    |
| ukupno                          | 5587           |

## Naseljena mjesta
Općinu Tomislavgrad sačinjavaju sljedeća naseljena mjesta:
Baljci, 
Blažuj, 
Bobara,
Bogdašić, 
Borčani, 
Bukova Gora, 
Bukovica, 
Cebara, 
Crvenice, 
Ćavarov Stan, 
Dobrići, 
Donji Brišnik, 
Eminovo Selo, 
Galečić, 
Gornja Prisika, 
Gornji Brišnik, 
Grabovica, 
Jošanica, 
Kazaginac, 
Kolo, 
Kongora, 
Korita, 
Kovači, 
Krnjin, 
Kuk, 
Letka, 
Lipa, 
Liskovača, 
Lug, 
Mandino Selo, 
Mesihovina, 
Mijakovo Polje, 
Mokronoge, 
Mrkodol, 
Omerovići, 
Omolje, 
Oplećani, 
Pasić, 
Podgaj, 
Prisoje, 
Radoši, 
Rašćani, 
Rašeljke, 
Renići, 
Roško Polje, 
Rošnjače, 
Sarajlije, 
Seonica, 
Srđani, 
Stipanjići, 
Šujica, 
Tomislavgrad, 
Vedašić, 
Vinica, 
Vojkovići, 
Vranjače, 
Vrilo, 
Zaljiće, 
Zaljut i 
Zidine.
Na popisima 1971. i 1981. godine postojala su i naseljena mjesta: Selište i Trebiševo. Ova naselja su na popisu 1991. godine ukinuta i pripojena drugim naseljenim mjestima.

## Uprava i politika

### Uprava
Najviši izvršni organ je načelnik Općine Tomislavgrad. Trenutni načelnik je Ivan Buntić iz HNP-a. Izabran je na lokalnim izborima 2020.
Legislativni organ u Općini Tomislavgrad je Općinsko vijeće kojemu je predsjednik Ilija Papić iz HDZ-a 1990. Općinsko vijeće ukupno ima 25 članova.

### Politika
Na zadnjim lokalnim izborima održanim 2020. godine HNP dobio je 11 mandata s 39,49 % glasova. Iza HNP-a bila je HNL s osvojenih 6 mandata s 22,75 % glasova, a treća stranka bio je HDZ BiH s 4 osvojena mandata s 12,98 % glasova. Međutim, podružnica HSP-a BiH u Tomislavgradu napustila je stranku u rujnu 2013. Druga promjena u vijeću dogodila se spajanjem Hrvatskog narodnog sabora (HNS) i HDZ-a 1990, čime je HNS-ovi zastupnici postali članovi HDZ-a 1990. U srpnju 2014. Općinski odbor HDZ-a 1990 ujedinio se s HDZ-om BiH, čime je ova stranka prestala biti zastupljena u Općinskom vijeću Tomislavgrada.
U izboru za načelnika ispred Hrvoja Orlovića (HNL – 22,97 %) i Joze Bagarića (HDZ BiH -–22,26 %) pobjedio je Ivan Buntić (HNP – 54,77 % osvojenih glasova).
|         | HDZ BiH  | 19 / 25 | 15 / 25 | 8 / 25 | 8 / 25 | 9 / 25 | 13 / 25 |
|         | SDP BiH  |         |         |        | 1 / 25 | 2 / 25 | 2 / 25  |
|         | SDA      | 2 / 25  | 3 / 25  | 3 / 25 | 2 / 25 | 2 / 25 | 2 / 25  |
|         | HČSP BiH |         | 0 / 25  |        |        | 1 / 25 | 1 / 25  |
|         | neovisni |         |         |        |        |        | 7 / 25  |
| Izvori: |          |         |         |        |        |        |         |

## Povijest

### Pretpovijesno doba
Na Duvanjskom polju kontinuirano se živi od najstarijih vremena do danas. Najstariji stanovnici su bili Delmati, pripadnici ilirskog plemena. Centar ilirskog plemena bio je grad Daelminium, koji se nalazio na planini Libu, između sela Kongore i Borčana. Nakon dugotrajnog i čvrstog otpora Delmate su pokorili Rimljani početkom I. stoljeća poslije Krista.

### Rimsko doba
Pokoravanjem Delmata početkom I. stoljeća ovim prostorima zavladali su Rimljani. Oni su sagradili novi grad. Rimski Daelminium, važno raskrižje putova, nalazio se na mjestu današnje bazilike posvećene sv. Nikoli Taveliću, prvom hrvatskom svecu. Vladavina Rimljana održala se sve do dolaska Hrvata.

### Hrvatsko Kraljevstvo
Početkom VII. stoljeća Duvanjsko polje naselili su Hrvati. Rimski Daelminium postao je centar velike župe, zbog čega su stanovnici ovog kraja taj drevni grad prozvali Županjac.
Rasprostranjeno je vjerovanje da je krunidbeni sabor kralja Tomislava održan godine 925. na Duvanjskom polju. Po De administrando imperio u to doba je hrvatska kopnena vojska imala 60.000 konjanika, 100.000 pješaka, a mornarica 80 velikih brodova, na svakom po 10 – 20 mornara. S takvom vojskom, kakvih je tada bilo malo u Europi, Tomislav je potukao Mađare i Bugare. Nakon tih pobjeda ujedinio je sve hrvatske male i velike zemlje te gradove Split, Trogir, Zadar, Osor, Rab i Krk u jednu veliku državu. Trajni znak pojačane hrvatske moći bila je hrvatska kraljevska kruna koju je, uz plašt, mač i štit, Tomislavu poslao rimski papa Ivan X. (914. – 928.).

### Hrvatska banovina i kasnije kraljevina u Bosni
U posjedu hrvatskih kraljeva Duvanjsko polje s gradom Županjcem bilo je do druge polovice 13. stoljeća, kada je pripalo hrvatskoj plemićkoj obitelji Šubić, a 1325. godine hrvatskom banu u (vrh)Bosni Stjepanu II. Kotromaniću. Nakon njegove smrti se vratilo u posjed Ludvika Velikog, no nakon njegove smrti ga zauzima Tvrtko I. Poslije njegove smrti prelazi pod vlast Hrvatinića, pa potom opet pod vlast hrvatskog bana. Sredinom 15. stoljeća ga zauzimaju Turci. 

### Tursko doba i vladavina Austro-Ugarske
Turci su ovim prostorima vladali do 1878. godine kada je BiH, kao negdašnji sastavni dio hrvatskog kraljevstva, a od 1377. – 1463. samostalno hrvatsko kraljevstvo, pripala Austro-Ugarskoj Monarhiji, na čelu koje se tada nalazio austrijski car i hrvatski kralj Franjo Josip iz obitelji Habsburg. U sastavu Austro-Ugarske ostao je duvanjski kraj do 1918. godine.

### Razdoblje od 1918. do 1995. godine
U ovom periodu razdoblju dijeli sudbinu hrvatskog naroda, koji se stjecajem nesretnih okolnosti našao u Kraljevini SHS, kasnije nazvanoj Kraljevina Jugoslavija i, od 1945. – 1991. godine, SFR Jugoslavija.
Na početku je dio Primorske banovine, kasnije se pridružuje Banovini Hrvatskoj, duvanjski je kraj ušao u njen sastav i tako dočekao stvaranje NDH 10. travnja 1941. godine. U kakvom raspoloženju je dočekana nova država u Duvnu svjedoči jedan dokument sačuvan u Istorijskom arhivu u Mostaru, u kojem doslovce piše: "Propašću Kraljevine Jugoslavije Hrvati u Duvnu su oduševljeni, Srbi razočarani, a muslimani 2:1".
Brojni su i užasni zločini koje su u razdoblju II. svj. rata nad hrvatskim narodom ovih krajeva počinili četnici, nacisti u selu Lug i Kuk, u kojem su ubijene 83 osobe, a u poraću Titovi partizani. Nezadovoljstvo Hrvata represijama, centralizmom i nametanjem unitarizma kulminiralo je sedamdesetih godina u pokretu prozvanom "Hrvatsko proljeće". Zbog ove žudnje za slobodom režim je raznim propagandnim i ostalim tehnikama hrvatskom imenu pridodavao epitete "nacionalista", "liberala", "šovinista", "tehnomenadžera", itd. a duvanjski kraj slovio je kao "leglo ustaštva, šovinizma i nacionalizma". Za diplomatska predstavništva u inozemstvu Duvnjaci i politički i gospodarski emigranti su bili ustaše, a za vlasti u "domovini" članovi njihovih obitelji, susjedi i prijatelji bili su jataci koje stalno treba držati pod kontrolom. Svuda u inozemstvu i kod kuće ih se sumnjičilo, uhodilo, optuživalo i sudski kažnjavalo. Svim mogućim metodama, a posebno u gospodarstvu, kočio se razvoj Duvanjskog kraja.
Godine 1990. se za vrijeme demokratskih promjena u BiH, stanovništvo duvanjskog kraja, slično kao i drugdje u BiH, opredijelilo za nacionalne stranke. U slučaju Tomislavgrada to je bila stranka HDZ BiH. Godine 41991. grad Duvno mijenja ime u Tomislavgrad. Krajem 1991. općina Tomislavgrad ulazi u sastav Hrvatske zajednice Herceg-Bosne. Početkom rata u Bosni i Hercegovini 1992. Tomislavgrad se našao na udaru postrojbi Jugoslavenske narodne armije. Lokalno hrvatsko stanovništvo je organiziralo obranu preko HOS-a i HVO-a.
Visoko povjereništvo UN za izbjeglice u Sarajevu izvijestilo je da je 1. kolovoza 1993. oko 3000 Hrvata civila koje su iz Bugojna prognali muslimansko-bošnjački osvajači stiglo u Tomislavgrad.

## Gospodarstvo
Gospodarstvo u Tomislavgradu, kao i u svim općinama u BiH, je prošlo kroz veoma teško razdoblje, što zbog prijelaza iz planskog u tržišno gospodarstvo, što zbog rata, što zbog globalne ekonomske krize. Još u 70-im godinama prošlog stoljeća mnogi radno sposobni muškarci odlaze u inozemstvo (prije svega Njemačku i Austriju), da bi tamo zaradili novac kao građevinski radnici, kojega ce poslije ulagati u Tomislavgrad. Zbog tih okolnosti grad i sela u općini doživljavaju građevinski "boom" (gradnja novih i obnavljanje starih kuća). Gotovo sve nove građevine su financirane iz privatnih izvora.
Početkom 90-ih dolazi do velike stagnacije i pada gospodarstva, te novog vala iseljavanja. U vihoru rata mnoge tvornice i poduzeća propadaju, a zbog izuzetno teških uvjeta osniva se veoma malo novih.
Početkom 21. stoljeća žitelji Tomislavgrada ulažu povećano svoju snagu i novac u obrazovanje. Upravo u tom razdoblju mnogi mladi iz Tomislavgrada odlaze na studij najvećim djelom na sveučilista u Mostaru, Splitu i Zagrebu. Dio njih se vraća u Tomislavgrad, te započinju svoj posao upravo u tom gradu. 
Početkom 21. stoljeća, kao i danas, Tomislavgrad bilježi povećanje broja poduzeća u svim sektorima gospodarsta. Domaće stanovništo je lagano shvatilo sustav tržišnog gospodarstva i važnost individualnog ulaganja.
Obnovljena je tvornica kabela i vodiča, koja je ujedno i jedan od najvećih izvoznika u BiH te ujedno i najveći poslodavac u Tomislavgradu. Trenutno (2012) su u izgradnji čak tri tvornice, tvornica metalnih opruga (belgijski kapital), tvornica briketa te, što je posebno zanimljivo, tvornica jahti i manjih plovila (dijelom švicarski kapital). Zabilježena su mnoga ulaganja u stočarstvo, koje slovi kao jedno od najvećih resursa u općini, prvenstveno zbog plodnog Duvanjskog polja. Sagrađen je jedan od najvećih trgovačkih centara u Hercegovini, koji također slovi kao jedan od najvećih poslodavaca u općini. 
U zadnje vrijeme bilježi se veliki porast investicija u infrastrukturu (rasvjeta, prometnice, vodovod...)
Zbog sve češćeg osnivanja novih proizvodnih pogona te zbog izuzetno povoljnih cijena zemljišta u na novoj industrijskoj zoni, pravi procvat tomislavgradskog gospodarstva se tek očekuje.

## Poznate osobe
- Ivica Đikić, hrvatski novinar
- Emir Dilaver, austrijski nogometaš
- Anđa Jelavić, hrvatska košarkašica
- Dževad Karahasan, bosanskohercegovački književnik
- Ivan Krstanović, bosanskohercegovački nogometaš
- Dražen Kutleša, hrvatski biskup
- Ante Mašić, bosanskohercegovački košarkaš
- Matej Mamić, hrvatska košarkaš

## Spomenici i znamenitosti
U gradu se nalazi brončani spomenik prvome hrvatskome kralju, kralju Tomislavu, koji je ujedno i spomenik palim hrvatskim braniteljima. Kod franjevačke spomen-bazilike sv. Nikole Tavelića i samostana, koja dominiraju slikom grada te ujedno s vremenom postali i svojevrsni simbol grada i općine, nalaze se također i nekoliko kipova hrvatskih svetaca. Crkva je dijelom izgrađena na ostatcima rimskog foruma. Općina Tomislavgrad ima ukupno 50 naselja i građevina iz rimskog doba.[nedostaje izvor]
U planu je bilo otkrivanje novog spomenika duvanjskim "gastarbajterima" na gradskom kolodvoru kao znak zahvalnosti svima onima koji su novac zarađivali na njemačkim gradilištima, te taj isti ulagali i u Tomislavgrad. Spomenik je otkriven tijekom 2012. godine.

## Mediji
- Radio Tomislavgrad
- HTV Tomislavgrad
- Tomislav City, internetski portal
- TomislavNews, internetski portal

## Obrazovanje
U samom gradu nalazi se osnovna škola "Ivan Mažuranić", Srednja strukovna škola, te Opća gimnazija Marka Marulića. U nekim mjesnim zajednicama nalaze se podružne škole osnovne škole u Tomislavgradu (prva četiri razreda), te samostalne osnovne škole (do osmog razreda).
Gimnazija Marka Marulića ima svake godine u prosjeku nešto više od 400 učenika iz cijele općine. Zapošljava 42 osobe, od toga 31 profesora.
Aktivnosti učenika i profesora se očituju u raznim sekcijama, između ostalih novinskoj te dramskoj sekciji, školskom zboru, vijeću učenika te volonterima.

## Kultura
Kulturnu sliku grada bilo bi teško i zamisliti bez tomislavgradske izdavačke kuće "Naša ognjišta", koja osim brojnih knjiga izdaje i katolički mjesečnik istoimenog naziva, koji je s vremenom postao prava robna marka Tomislavgrada, jer se redovno čita diljem cijele BiH i Hrvatske. Svoje tržište "Naša ognjišta" pronalaze također diljem Europe, pa čak i preko oceana.
Tomislavgrad je dao i mnoga likovna imena, od kojih se posebno ističe poznati i diljem Europe priznati slikar Virgilije Nevistić.
Od glazbenih manifestacija valja izdvojiti "Prvi glas Duvna", natjecanje pjevača amatera, za kojeg se svake godine traži karta više. Niti tradicionalna glazba, pjevanje i svirka nisu zaboravljeni, jer u Tomislavgradu djeluje HKUD Kralj Tomislav, te u okolici još tri kulturno-umjetnička društva: "Sitan tanac" u Šujici, "fra Mijo Čuić" u Bukovici i "Sarajlije" u Sarajlijama.
Najnovije kulturno-umjetničko društvo je osnovano u proljeće 2007. godine. To je inače HKUD Sarajlije, koje okuplja nekoliko gangaša, pjevača, plesača i svirača iz Sarajlija, ali i iz susjednih sela (Kuk, Letka).

## Šport
U Tomislavgradu djeluju relativno velik broj sportskih klubova, od kojih se posebnim uspjesima izdvajaju ragbi klub Tomislav te taekwondo klub Šujica. Između ostalog valja još izdvojiti:
- HNK Tomislav
- HKK Tomislav
- Skijaški klub "Striž"
- RK Delminijum
- Šahovski klub "Tomislav"
- Aeroklub "Tomislav"
- Planinarsko društvo "Orlova stina"

Također iznimno uspješni ženski košarkaški sastav ŽKK Tomislav iz Tomislavgrada se zbog financijskih razloga privremeno ugasio.[nedostaje izvor]
Od manifestacija valja izdvojiti onu najveću, općinsko nogometno prvenstvo u čijem natjecanju sudjeluju sela s područja općine Tomislavgrad. Svake godine, posebice u ljetnim mjesecima, organiziraju se i mnogi malonogometni turniri.

## Napomena
- ↑n1  Ostali načini pisanja naziva su: Tomislav-Grad,[25][26] te Tomislav Grad.[27]

## Galerija
- Tomislavgrad
- Tomislavgrad
- Crkva Sv. Ante u Šujici
- Tomislavgradski kraj
- U blizini Tomislavgrada
- Duvanjsko polje

## Bigliografija
- Tokić, Mijo. 2001. Regionalni identitet Duvnjaka i njegova uvjetovanost. Duvanjski zbornik. Hrvatski institut za povijest-Naša ognjišta-Zajednica Duvnjaka Tomislavgrad. Zagreb-Tomislavgrad.

## Vanjske poveznice
- Službene stranice općine Tomislavgrad
- Radio Tomislavgrad  Arhivirana inačica izvorne stranice od 15. srpnja 2011. (Wayback Machine)